# Magda Szabó
Magda Szabó (Debrecen, 5 oktober 1917 – Kerepes, 19 november 2007) was een Hongaars dichteres en schrijfster. Ze is een van de meest gewaardeerde en populaire moderne Hongaarse schrijvers, haar werk is in vele talen verschenen.

## Levensloop
Szabó is afkomstig uit een burgerlijk en calvinistisch milieu. Aan de universiteit van haar geboorteplaats Debrecen studeert zij Latijn en Hongaars, ze behaalt haar diploma in 1940. Vervolgens geeft ze les in Debrecen en Hódmezővásárhely. In 1945 krijgt ze een aanstelling bij het Ministerie van Geloofszaken en Onderwijs in Boedapest. Ze trouwt in 1947 met de schrijver Tibor Szobotka.
In hetzelfde jaar verschijnt haar eerste dichtbundel Bárány (Het lam), in 1949 gevolgd door Vissza az emberig (Terug tot de mens). Hiervoor ontvangt ze in 1949 de prestigieuze Baumgartenprijs. Omdat het communistische regime haar werk niet waardeert, wordt de prijs haar echter direct weer ontnomen. Later in 1949 verliest ze ook haar baan. Tot 1958 zal Szabó om politieke redenen niet meer kunnen publiceren en werkt ze als onderwijzeres. 
In 1957 verschijnt haar eerste boek voor kinderen, later volgen nog diverse andere jeugdboeken van haar hand waaronder het meesterwerk Abigél. In 1958 kan ze ook haar roman Freskó (Fresco) uitgeven. In 1959 volgt Az őz (De ree - in 1962 vertaald als De andere Esther). Haar werk wordt in Hongarije én in het buitenland zeer goed ontvangen. Vanaf eind jaren ’50 kan ze van de pen leven. 
Ze schrijft nog een dozijn andere romans, waarvan in het Nederlands vertaald zijn: Katalin utca (Katalinstraat, 1969), Az ajto (De deur, 1987) en A pillanat (Het ogenblik, 1990). Haar laatste roman Für Elise verschijnt in 2002. Daarnaast publiceert ze essays, reisimpressies, toneel, filmscripts en gedichten.
Het literaire werk van Szabó is vaak geïnspireerd door haar eigen leven en dat van haar ouders, en is veelal gesitueerd in Debrecen. Vrijwel altijd staat een vrouwenfiguur centraal. Religie speelt in haar romans een beperkte rol, maar Szabó nam wel actief deel aan het kerkelijk leven.
In 1978 ontvangt ze de Kossuthprijs, de belangrijkste onderscheiding voor Hongaarse kunstenaars. Ook buiten Hongarije, en met name in Duitsland en Frankrijk, geniet Szabó veel aanzien. In 2003 ontvangt ze in Frankrijk de Prix Fémina Étranger.

## Werk
In Nederlandse vertaling zijn gepubliceerd:
- De andere Esther, 1962
- De deur, 2002
- De Katalinstraat, 2004
- De elfenprins, 2006 (jeugdboek, 10-12 jaar)
- Het ogenblik, 2006

Over Szabó verscheen:
- J. Jastrebska, Van Sandor Marai tot Magda Szabó, 2006